# Andrés Juez Sarmiento
Andrés Juez Sarmiento (f. 1871) fue un jurista y pintor español.

## Biografía
Natural de Madrid, fue discípulo de las clases de Academia de San Fernando, y su individuo supernumerario de mérito desde 5 de julio de 1835. En diferentes Exposiciones anuales de dicha Academia presentó varios retratos, y en las Nacionales de 1856 y 1858, Caín con el cadáver de Abel a sus pies, Pájaros, Camaleón y fuente del jardín del palacio de Madrid y Dos retratos. Juez Sarmiento, que profesionalmente se dedicó al derecho, llegó a ser presidente de sala de la Audiencia de Mallorca, falleció en su ciudad natal el 11 de mayo de 1871.